# British-Midland-Flug 092
British-Midland-Airways-Flug 092 (Flugnummer: BD092) war ein Inlandslinienflug der British Midland Airways vom Flughafen London-Heathrow nach Belfast in Nordirland. Am 8. Januar 1989 wurde der Flug mit einer Boeing 737-4Y0 durchgeführt. Es waren 118 Passagiere und 8 Besatzungsmitglieder an Bord. Aufgrund von Fehlentscheidungen der Besatzung während eines technischen Triebwerksversagens stürzte die Maschine rund einen Kilometer vor der Landebahn des Flughafens East Midlands in einen bewaldeten Hang an der Autobahn „M1“  ab. Insgesamt starben bei dem Absturz 47 Passagiere; 79 Insassen konnten aus dem Wrack gerettet werden, darunter die gesamte Besatzung.

## Flugzeug
Die Maschine gehörte zu der Baureihe Boeing 737-400. Diese war, nach der 1984 eingeführten Boeing 737-300, die zweite Unterversion der zweiten Generation der Boeing 737. Das auffälligste Unterscheidungsmerkmal waren die nach vorne unter die Tragflächenvorderkanten verschobenen Triebwerke. Die Boeing 737-400 war Ende der 1980er Jahre die längste Ausführung der Boeing überhaupt. Sie war weltweit erstmals im Februar 1988 in den kommerziellen Betrieb gegangen.
Die verunglückte Boeing 737-4Y0 war im Boeing-Werk in Renton, Washington endmontiert worden. Sie trug die Werksnummer 23867, es handelte sich um das 1603. Flugzeug des Typs Boeing 737 aus laufender Produktion. Das Flugzeug wurde für die irische Flugzeugleasinggesellschaft Guinness Peat Aviation (GPA) gebaut und trug daher in ihrer Typenbezeichnung das Kundenkürzel Y0, das Boeing für die GPA reserviert hatte. Der Erstflug wurde am 6. Oktober 1988 durchgeführt. Da die GPA bereits vor der Fertigstellung der Maschine einen Leasingvertrag mit der British Midland Airways abgeschlossen hatte, wurde die Maschine am 15. Oktober 1988 mit dem britischen Luftfahrzeugkennzeichen G-OBME an den Leasingnehmer ausgeliefert. Das zweistrahlige Mittelstrecken-Schmalrumpfflugzeug war mit zwei Triebwerken vom Typ CFMI CFM56-3C1 ausgestattet. Sie hatte bis zum Crash erst 521 Betriebsstunden absolviert und war erst seit 85 Tagen im kommerziellen Betrieb.

## Passagiere und Besatzung

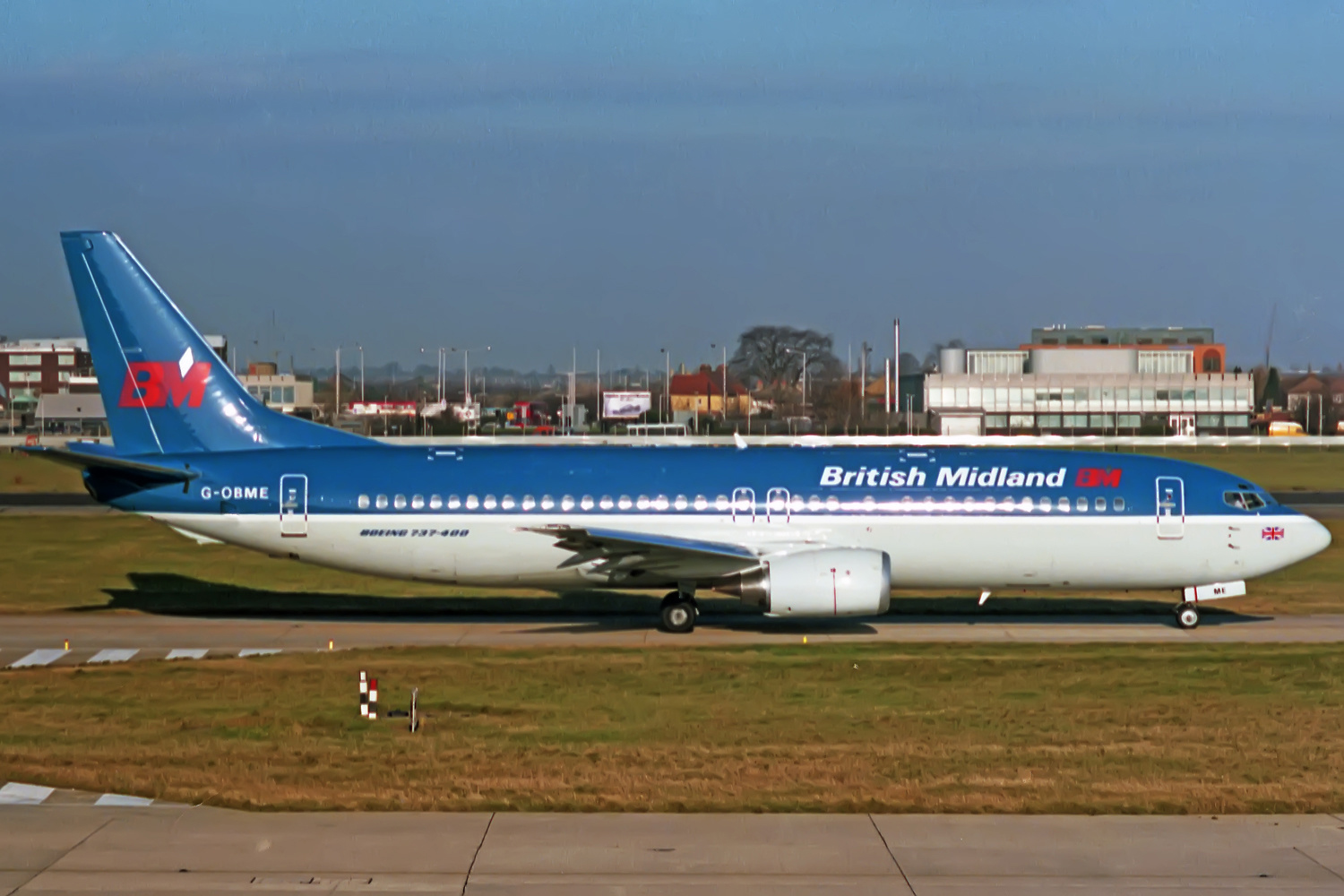
Die später verunglückte Maschine G-OBME, 1988

Den Flug vom Flughafen London-Heathrow zum Flughafen Belfast hatten 118 Passagiere angetreten. Es befand sich eine achtköpfige Besatzung an Bord. Die Maschine wurde von dem 43-jährigen Kapitän Kevin Hunt gesteuert; Erster Offizier war der 39-jährige David McClelland. Kapitän Hunt flog bereits seit 1966 für die British Midland und verfügte über etwa 13.200 Stunden Flugerfahrung. Der Erste Offizier McClelland arbeitete seit 1988 für die British Midland und verfügte über rund 3300 Stunden Flugerfahrung.

## Verlauf

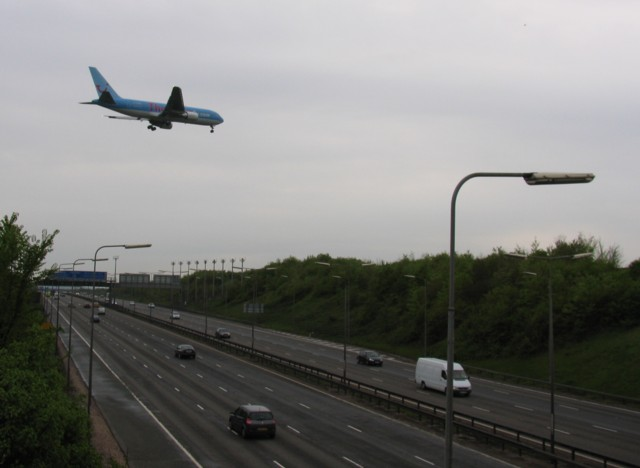
Der Unfallort im Mai 2006

Die Boeing 737-4Y0 hob um 19:52 Uhr vom Flughafen London-Heathrow ab. Schon 13 Minuten nach dem Start kam es zu Vibrationen, zudem zog ein Brandgeruch ins Innere der Maschine. Die Piloten überlegten, welches Triebwerk betroffen sein könnte. Aufgrund des Brandgeruchs gingen sie von einem Brand in Triebwerk Nummer 2 aus, da in älteren Ausführungen der Boeing 737 die Zapfluft für die Klimaanlage aus dem rechten Triebwerk bezogen wurde. Dass die Zapfluftanlage in der Boeing 737-400 umgekehrt mit dem linken Triebwerk verbunden war, war den Piloten nicht bekannt, sodass sie irrtümlicherweise Triebwerk Nummer 2 abschalteten. Die Piloten planten nun eine Ausweichlandung auf dem Flughafen East Midlands. Kurz vor der Landung fiel die Leistung des Triebwerks Nummer 1 in 270 Meter (900 Fuß) Höhe 2400 Meter (1,3 nautische Meilen) vor der Landebahn plötzlich rapide ab. Die Maschine, die sich bereits in Landekonfiguration befand, setzte um 20:25 Uhr mit ausgefahrenem Fahrwerk auf einer Wiese unmittelbar vor der dort verlaufenden Autobahn auf. Die Fahrwerke wurden konstruktionsgemäß abgeschert und die Maschine nach dieser ersten Kollision mit dem Boden wieder in die Höhe geschleudert. Die Maschine wurde über die Autobahn hinweg getragen, wobei sie Laternenmasten umknickte und schließlich mit einer Geschwindigkeit von 125 Knoten gegen den bewaldeten Hang unmittelbar hinter der Autobahn nur 900 Meter vor der Landebahn prallte. Der Rumpf der Maschine zerbrach beim Aufprall in drei Teile; trotzdem brach kein Brand aus. Diesem Umstand war letztlich zu verdanken, dass trotz des heftigen Aufpralls zwei Drittel der Insassen den Unfall überlebten. Der größte Teil der Überlebenden war eingeklemmt und verletzt und musste von Rettungskräften (darunter einem zivilen Helfer) befreit werden. Nur 14 Überlebende konnten sich weitestgehend selbständig aus den Wrackteilen retten.
Am Boden gab es keine Opfer.

## Ursache

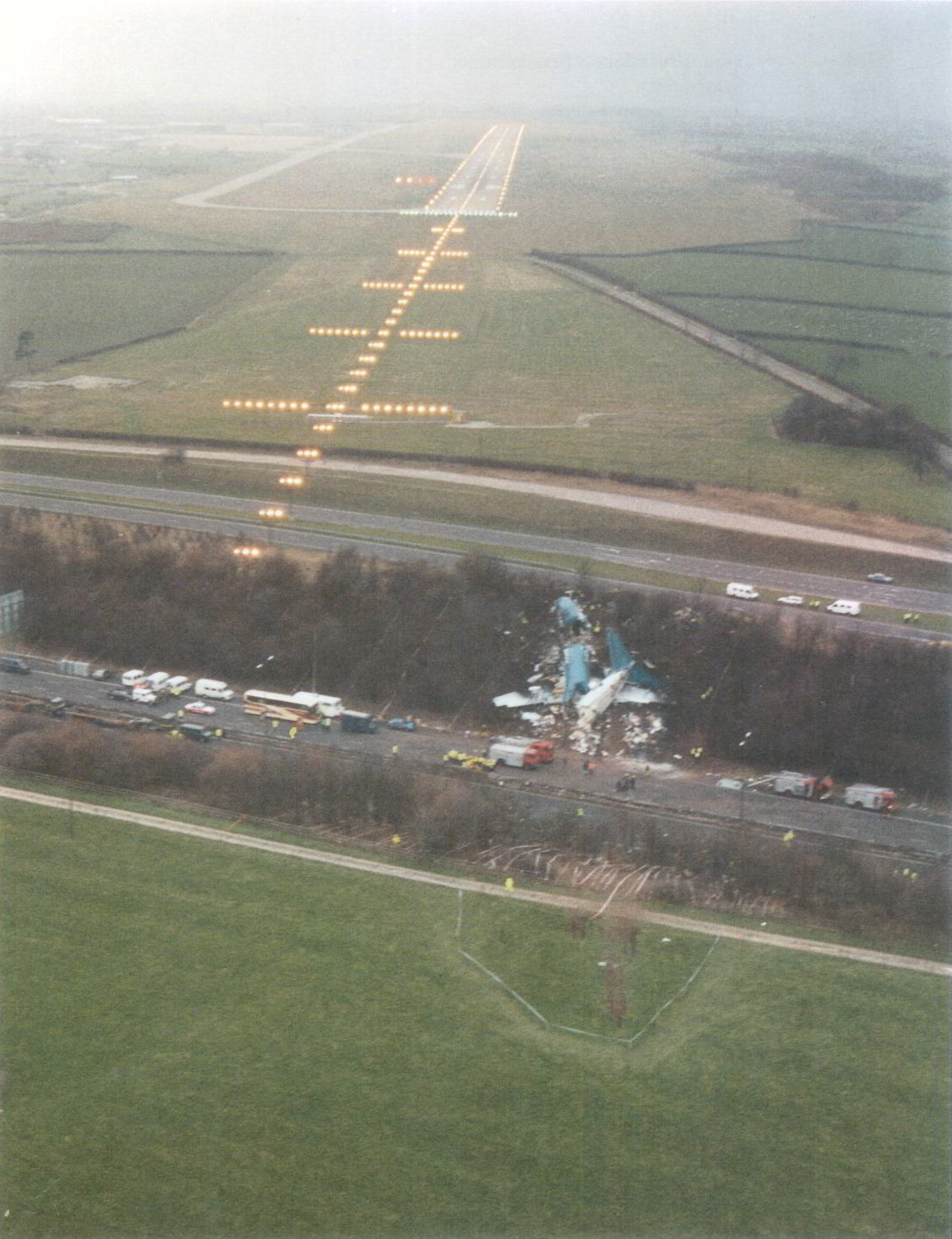
Die Absturzstelle, im Hintergrund die Landebahn des Zielflughafens

Es konnte ermittelt werden, dass im Flug eine Verdichterschaufel des Triebwerks Nummer 1 gebrochen war. Die Piloten hatten in dieser Situation nicht auf die Kontrollanzeige im Cockpit geachtet, die Probleme mit dem linken Triebwerk anzeigte. Sie schalteten vielmehr das noch intakte, rechte Triebwerk ab und erhöhten gleichzeitig die Kraftstoffzufuhr zum linken Triebwerk, wodurch dieses in Brand geriet. Dies taten sie, da sich beide Piloten beim Auftreten des Schadens am Bauplan älterer Typen der Boeing 737 orientiert hatten, mit denen sie vertraut waren. Auch hatten sie den Brand des schadhaften Triebwerks nicht bemerkt, im Gegensatz zu vielen Passagieren und Mitgliedern der Kabinenbesatzung.
Der Bruch der Triebwerksschaufel wurde bei der Unfalluntersuchung auf Materialermüdung zurückgeführt. Zu der Materialermüdung sei es durch starke Vibrationen in den neu eingeführten, leistungsgesteigerten Triebwerken gekommen. Diese waren nur unter Laborbedingungen getestet worden, nicht jedoch im Flug. Ein weiterer Faktor war das Fahrwerk, das für den Endanflug ausgefahren war und zusätzlichen Luftwiderstand verursachte, so dass der abnehmende noch zur Verfügung stehende Schub für das Überfliegen der letzten Hindernisse vor dem Flughafengelände nicht ausreichte.

## Folgen
Der Unfall von Kegworth zog umfassende Maßnahmen für die zivile Luftfahrt nach sich:
- Einführung regelmäßiger Kontrollen der Triebwerke und deren Schaufeln auf mögliche Beschädigungen
- Update der Flughandbücher für den Fall von Brandgeruch und auftretenden Vibrationen im Triebwerk während des Fluges
- Schulung der Piloten und des Kabinenpersonals im Passagierbereich für bessere Kommunikation innerhalb des Flugzeuges bei Notfällen
- Überprüfung der Flugzeugturbinen zur Vermeidung übermäßiger Vibrationen während des Fluges
- Bessere bauliche Abgrenzung der Kraftstofftanks vom Fahrwerk zur Vermeidung von Leckagen
- Sensoren zur Aufzeichnung von Triebwerksschwingungen während des Fluges und Speicherung der Daten auf dem Flugschreiber des Flugzeuges
- Erhöhung der Anforderungen für die Stabilität von Passagiersitzen und Gepäckfächern
- Strengere Prüfverfahren für Sicherheitsgurte und Passagiersitze

## Mediale Rezeption
Dieser Zwischenfall ist Gegenstand der ersten Folge der 14. Staffel von Mayday – Alarm im Cockpit mit dem Titel Totaler Triebwerksausfall (englisch: M1 Plane Crash), Alternativtitel: Absturz neben der Autobahn (englisch: Choosing Sides). Die deutsche Erstausstrahlung erfolgte am 7. Februar 2015 bei National Geographic Channel und im Free-TV bei N24 am 31. März 2016. Auch eine Folge der Fernsehserie Sekunden vor dem Unglück widmete sich dem Flugunfall.

## Quelle
- Unfallbericht Boeing 737-4Y0, British Midland Airways Flight 092, Kegworth Air Disaster, Aircraft Accident Investigation Branch
- Anhänge zum Unfallbericht der Aircraft Accident Investigation Branch (englisch)
- Unfallbericht B-737-400 G-OBME, Aviation Safety Network (englisch)
- Episode 110: Totaler Triebwerksausfall der Serie Mayday – Alarm im Cockpit
- Betriebsgeschichte der Maschine auf Planespotters.net